# Ruth Riley
Ruth Riley, född 28 augusti 1979 i Ransom, Kansas, är en amerikansk basketspelare som tog tog OS-guld 2004 i Aten. Detta var USA:s tredje OS-guld i dambasket i rad.

## Klubbhistorik
- Miami Sol (2001–2002)
- Detroit Shock (2003–2006)
- San Antonio Silver Stars (2007–2011)
- Chicago Sky (2012–idag)